# بودسي (دائرة انتخابية في المملكة المتحدة)
بودسي (بالإنجليزية: Pudsey)‏ هي إحدى الدوائر الانتخابية في المملكة المتحدة الممثلة في مجلس العموم في برلمان المملكة المتحدة.
}}</ref>
}}</ref>
عضو البرلمان الذي يمثلها حالياً هو :Mr Paul Truswell (Lab).